# Turid Knaak
Turid Knaak (født 24. januar 1991) er en tidligere kvindelig tysk fodboldspiller, der optrådte for Tysklands kvindefodboldlandshold.
Hun har tidligere spillet de tyske klubber FCR 2001 Duisburg, Bayer Leverkusen og SGS Essen samt den spanske storklub Atlético Madrid. Hun blev første gang indkaldt af daværende landstræner Steffi Jones til det tyske A-landshold i 10. april 2018 mod Slovenien. Hun valgte at indstille sin fodboldkarriere efter 2021/22-sæsonen.